# Pique (musique)
Pour les articles homonymes, voir Pique et Piqué (musique).

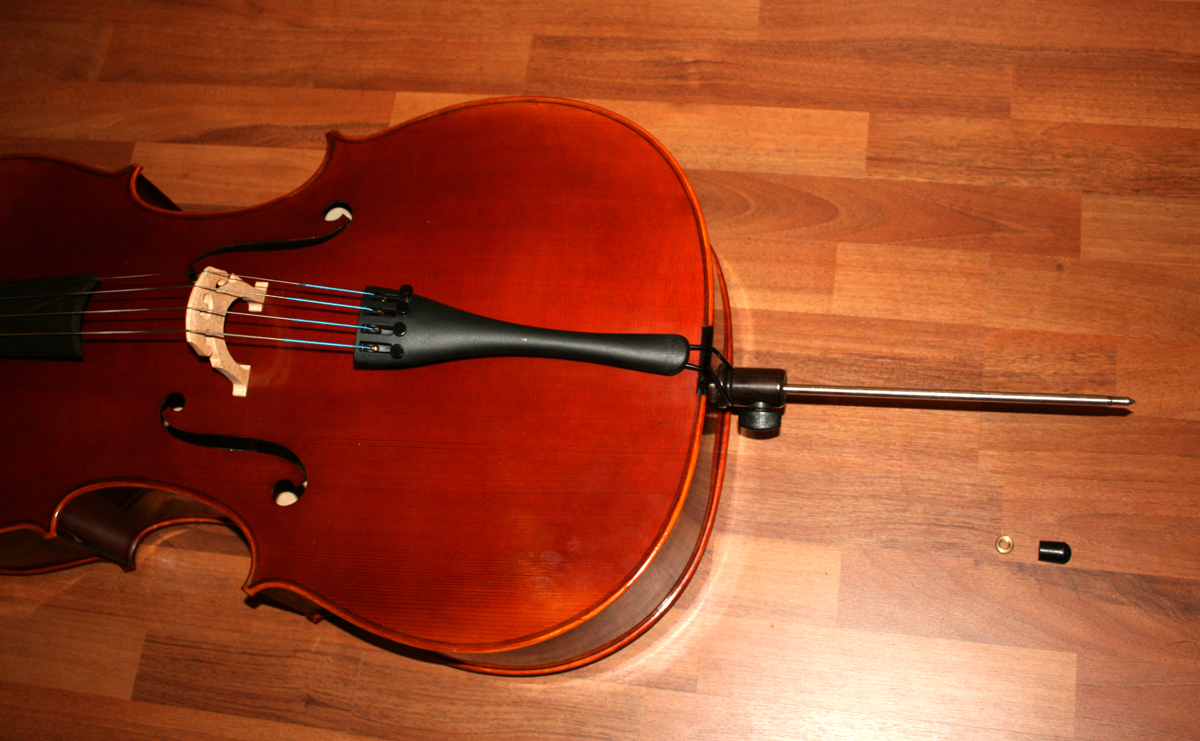
Pique déployée d'un violoncelle, embout en caoutchouc noir démonté et vis papillon sur le côté.

Un tableau représentant une femme du XVIIIe siècle jouant de la viole de gambe sans pique (1754).

La pique est l'élément du violoncelle ou de la contrebasse qui entre en contact avec le sol pour supporter le poids de l'instrument. Elle est faite de métal, de fibre de carbone ou, auparavant en bois tourné, et est généralement escamotable au niveau du bouton du cordier à partir de la base de l'instrument, fixée à cet endroit par une vis papillon ou un autre mécanisme de serrage. La plupart des clarinettes basse et des contrebassons possèdent également une fixation similaire. Les piques sont devenues un élément standard du violoncelle au milieu du XIXe siècle. Auparavant, les violoncelles étaient tenus fermement avec les jambes. Certains interprètes de musique baroque continuent à ne pas utiliser de pique lors des représentations d'époque. La pique est largement créditée d'avoir rendu le violoncelle plus attrayant à jouer pour les femmes, qui étaient auparavant obligées de tenir l'instrument au sol en raison de la tenue vestimentaire et de la mode compliquées de l'époque.

## Types de pique
Les piques sont généralement dotées d'une pointe pour s'enfoncer dans le sol, qui est parfois recouvert d'un embout en caoutchouc noir pour préserver la surface du sol et assurer une adhérence. En général, les piques sont parallèles à l'axe longitudinal de l'instrument, mais certains violoncellistes et bassistes équipent leurs instruments d'une pique de style Tortelier, qui s'incline davantage vers le sol, améliorant ainsi la mobilité au détriment de la stabilité. De plus, certaines piques ont une extension secondaire pour les musiciens de grande taille. La pique peut également comporter des encoches, ce qui lui confère une force de maintien supplémentaire à ces endroits. Cette conception est particulièrement courante sur les contrebasses à cordes et les violoncelles de niveau débutant. Les premières en ont souvent besoin en raison de leur poids plus important.
Il est possible de réaffuter une pointe en métal émoussée.
Les piques en fibre de carbone ont pour avantage d’être légère et résistante; elles impactent le timbre de l'instrument, notamment dans la façon de conduire ou d'isoler les vibrations jusqu’au sol.
Le choix d'une pique longue pour jouer de la clarinette basse en position debout est important pour éviter des instabilités à cause de sa flexibilité latente. Le diamètre typique d'une pique de clarinette basse est de 7 mm. Pour limiter ces vibrations, il est possible d'utiliser soit des tiges en carbone, soit des piques chemisées (ajout d'un tube collé ou brasé sur la pique initiale).
Pour les instruments à vent, l'évolution du répertoire contemporain conduit souvent à jouer debout et le mécanisme de serrage de la pique, qui est solidaire du corps ou du pavillon, s'avère plus ou moins performant selon les modèles, notamment pour les instruments les plus lourds comme les clarinettes contrebasse en métal, et la pique a tendance à glisser dans le mécanisme ce qui pose de gros problème au musicien. Il peut donc être nécessaire de changer le mécanisme de serrage existant vers un modèle performant.

## Supports de piques
La pression de la main gauche sur la touche d'un violoncelle, peut faire glisser la pique vers l'avant sur le sol en agissant par effet de levier sur la poitrine et/ou les genoux du musicien. Pour éviter ce glissement, on utilise parfois des objets appelés systèmes de blocage, cale-piques, supports de pique, embouts de pique (et aussi en anglais : "endpin stoppers", "pinstops", "donuts", "black holes", "endpin anchors", "endpin holders", "spike holders" ou "rock stops"). 
Un système de blocage de pique est placé entre la pique et le sol pour ajouter de la surface et améliorer l'adhérence, et il est autonome. Avec ce type de modèle, la base en contact avec le sol doit être faite d'un matériau non glissant comme le caoutchouc. Un modèle très courant consiste en un disque pliable entourant une coupe circulaire pour maintenir la pointe de la pique, comme le "Sure-Stop".
D'autres modèles de système de blocage de pique utilise la chaise du musicien comme point d'ancrage. Des planches en bois en forme de T sont ancrés en plaçant le haut du T derrière les pieds de la chaise. Les butoirs en planches droites utilisent une ou deux sangles avec des boucles à l'extrémité qui sont ancrées autour des pieds de la chaise. Étant donné que dans ce cas, la distance entre la planche et la chaise est généralement fixe, ces planches présentent généralement une rangée d'encoches le long de la planche, ce qui permet d'ajuster l'angle de l'instrument en plaçant l'embout dans une autre encoche.
Les contrebasses n'ont pas toujours besoin de bouchons d'embout, étant plus lourdes et généralement jouées dans une position plus verticale que celle du violoncelle.  Cependant, les bassistes utilisent souvent des embouts lorsqu'ils sont assis sur un tabouret ou lorsqu'ils jouent sur des sols très glissants ou des surfaces inégales.

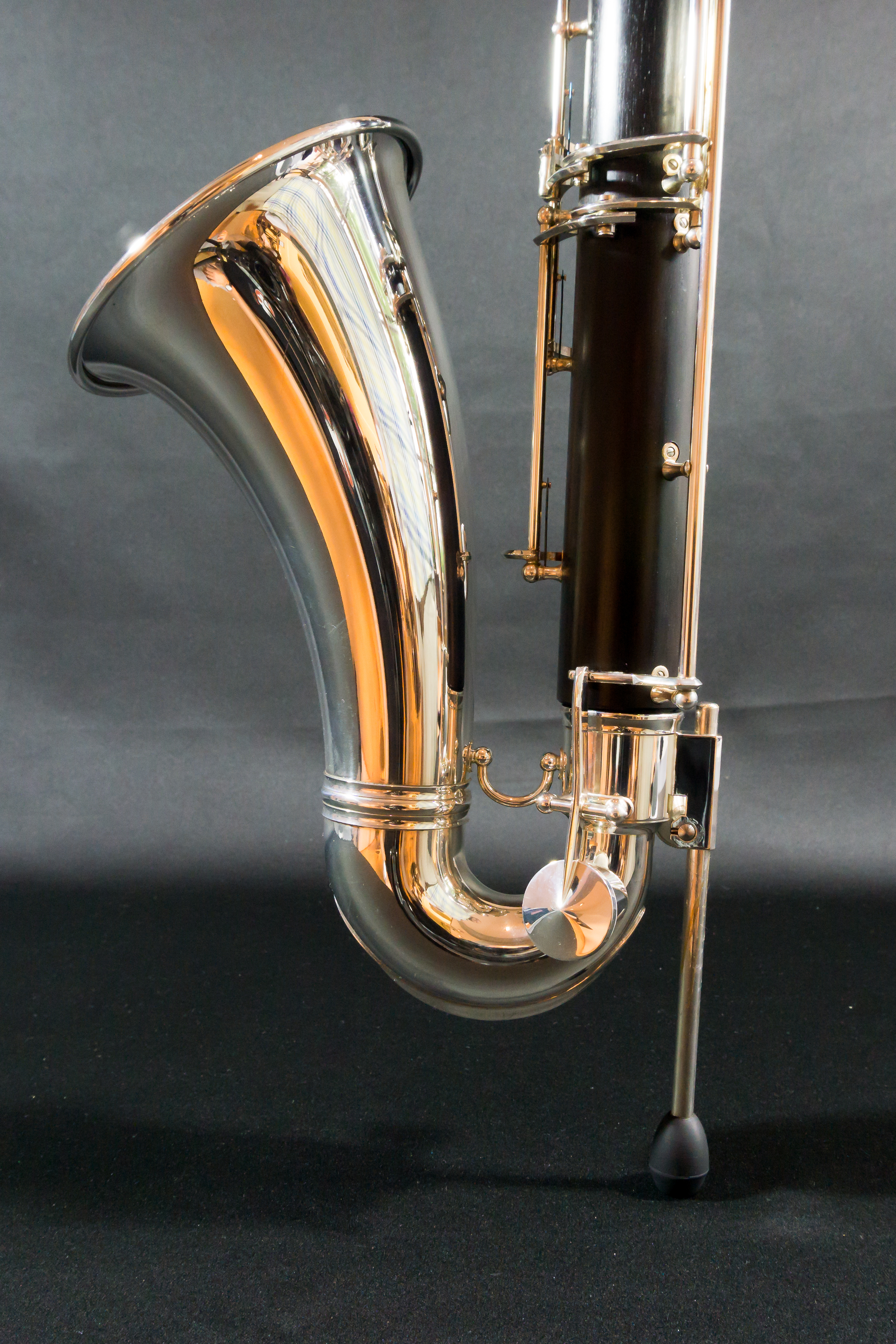
Pavillon de clarinette basse doté d'une pique courte avec embout.

Les bouchons d'embout de pique se présentent généralement sous  forme oblongue ou sous forme de boule en caoutchouc noir.

## Les embouts de pique et les revêtements de sol
Les piques pointues peuvent causer des dommages importants, en particulier sur le carrelage et les planchers en bois. De nombreuses salles de musique en portent la preuve par une myriade de petits trous ou d'éclats. Dans ce cas, les bouchons d'embout en caoutchouc sont utiles. Sur la moquette, les dégâts sont moins importants. La pointe nue est donc plus efficace à l'extérieur, sur les moquettes et sur les vieux planchers où les dommages ne seront pas aussi graves. Cependant, plus la pique est pointue, plus elle a de chances de traverser l'embout en caoutchouc standard.

## Galerie

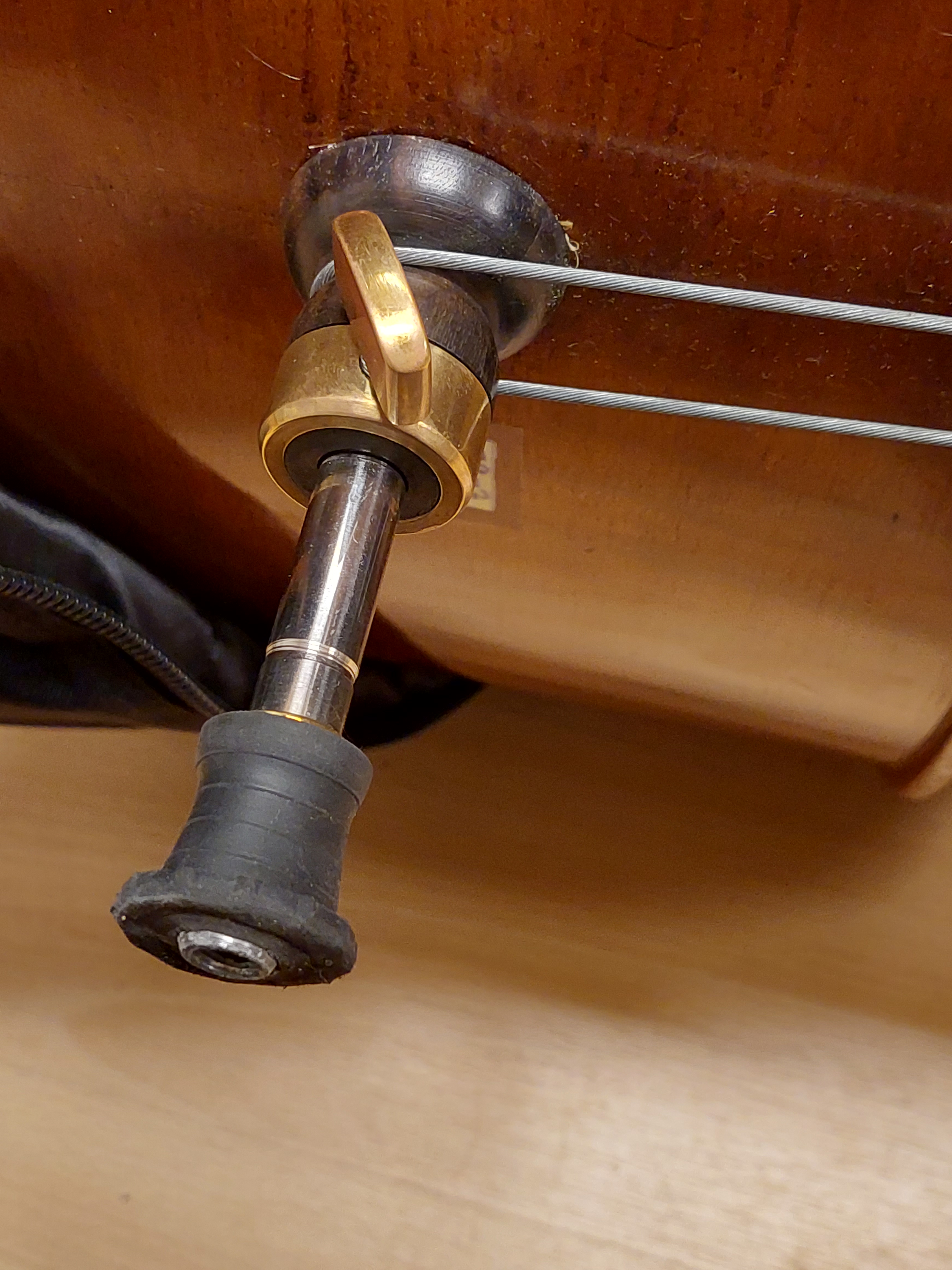
Pique de contrebasse escamotée.